# ミャンマーの政治
ミャンマーの政治（ミャンマーのせいじ）では、ミャンマー連邦共和国の政治状況、政治史、政治体制について解説する。
現在、ミャンマーの政治は2008年に制定された憲法に基づいて行われている。

## 政治状況
かつてビルマと呼ばれたミャンマーは、19世紀以前、様々な王朝によって統治されていた（君主制）。19世紀以降、イギリス（大英帝国）がミャンマーに進出し、1824年から1948年まで、間に日本軍による占領を挟みつつも、イギリスによる植民地であった。1937年までは、イギリス領インド帝国の一部だった。
ミャンマーの中心地はイギリスにより直接統治されたが、概ねイギリス領インド帝国に含まれ、1937年以降になると、藩王国として、多少の自治権が認められるようになった。ミャンマーの民族の多数を占めるのはビルマ族であるが、第二次世界大戦（大東亜戦争）中、ビルマ族の中から、イギリスによる支配を打倒することを期待し、日本軍と一緒になり戦うことを志願した者もいた。一方、他の民族の中には、連合国軍を支援した者もいた。第二次世界大戦終結後の1948年、イギリスはミャンマーの独立を認めた。新たなリーダーとしてアウンサンに期待し、これまでビルマ族の勢力が及ばなかった地域を統治することを容認した。
1948年ビルマ憲法が制定された時、ビルマ族ではない少数民族などは、憲法上定める権利や政治への参加が認められなかった。そして、少数民族は、多数派を占めるビルマ族によって弾圧されることとなった。また、宗教にも影を落とし、国内には仏教のほかヒンズー教、イスラム教、キリスト教を信仰する人々がいる中で、紛争も巻き起こった。ミャンマーを統治した国家平和発展評議会（SPDC）は民族弾圧を推し進め、カレン族、カレンニー族、モン族などから隣国であるタイに亡命する者も多く発生した。カレン民族同盟のように、政府に対し民族闘争を行っているグループも存在する。

## 政治史

### 独立
イギリス統治下の1946年、アウンサンは、暫定政府であるビルマ執行理事会の副議長に就任したが、1947年7月19日、ウー・ソオの傭兵によってアウンサンとその閣僚が暗殺されるという事件が発生した。
1948年1月4日、ミャンマーはビルマ連邦としてイギリスから独立を果たす。英連邦からも離脱した。議院内閣制（二院制）を採用し、民主主義国家を志向した。

### AFPFL/組合政府
1961年、 ウ・タントが国連の事務総長に任命された。彼は国際機関を率いた最初の非西洋人であり、10年間国連事務総長を務めた。彼が事務総長であったときに国連で働いていたビルマ人の中には、若かりし頃のアウンサンスーチーがいた。

### 軍事社会主義時代
1962年、ネウィン将軍はクーデターを主導し、名目上社会主義的な軍事政権を樹立し、「社会主義へのビルマの道」を模索した。 軍隊は民間企業を収用し、閉鎖的な経済政策を採り、経済的孤立を踏襲した。
ネウィン時代には、軍事支配に対する散発的な抗議行動があり、これらはほとんど常に激しく抑圧された。 1962年7月7日、政府はラングーン大学でのデモを解散させ、15人の学生を殺害した。 1974年、軍はウタントの葬式で反政府抗議行動を激しく抑制した。 1975年、1976年、1977年の学生の抗議は、圧倒的な力によってすぐに抑制された。

### SPDC時代
元国家元首は、「国家平和開発評議会の議長」の称号を握ったタンシュエ上級大将だった。 彼に任命された首相は、2004年10月19日まで強制的にケン・ニュントであった。ソーウィン。 ほとんどすべての内閣府は軍の将校によって保持されている。
軍事政権に対する米国および欧州諸国の制裁は、無料のビルマ活動家によって組織された消費者ボイコットおよび株主の圧力と相まって、ほとんどの西側企業のビルマからの撤退に繋がった。 しかし、制裁措置の抜け穴のために、一部の西側の石油会社は残っている。 たとえば、フランスの石油会社トタルとアメリカの石油会社シェブロンは、ビルマからタイへの天然ガスパイプラインの操業を続けている。 合計（旧合計フィナエルフ）は、ガスパイプラインに沿った人権侵害に加担したとされるフランスおよびベルギーの裁判所での訴訟の対象である。 シェブロンに買収される前に、 ユノカルは報告されている数百万ドルの金額について同様の訴訟を解決した。 大宇などのアジア企業は、特に天然資源の抽出に投資を続けた。
米国とヨーロッパの衣料品と靴産業は、ビルマの政府または軍によって完全にまたは部分的に所有されている工場から購入する自由ビルマ活動家の標的になった。 1992年のリーバイシュトラウスをはじめ、多くの人々が抗議行動の後にビルマからの調達を中止した。 1992年から2003年まで、無料のビルマ活動家たちは、何十もの衣料品や靴の会社にビルマからの調達をやめさせることに成功した。 これらの企業は含まエディー・バウアー 、 リズクレイボーン 、 メイシーズ 、 J.クルー 、 ヨス。 銀行 、 子供の場所 、 バーリントンコートファクトリー 、 ウォルマート 、および目標 。 米国政府は2003年の「ビルマ自由民主主義法」の一環としてビルマからのすべての輸入を禁止した。制裁措置は、一般市民への悪影響について批判されてきた。しかし、ビルマ民主主義運動の指導者であるアウンサンスーチー氏は、与党の軍事政権に圧力をかけたとして制裁を繰り返し受けている。
ヒューマン・ライツ・ウォッチとアムネスティ・インターナショナルは、軍事政権による悪質な人権侵害を記録している。国民の自由は厳しく制限されている。 2002年にビルマの人々の人権についての意識を高めるために結成された人権擁護家とプロモーターは 、2007年4月18日に、地元のUSDA事務局長ウー ニュント ウーと打たれた。 HRDPは、この攻撃は当局によって容認されたと考えている。
ビルマには独立した司法機関はなく、軍事政権は政治活動を抑制している。 政府は、米国企業フォーティネットのソフトウェアベースのフィルタリングを使用して、無料の電子メールサービス、無料のウェブホスティング、ほとんどの政治的反対派や民主主義のページなど、市民がオンラインでアクセスできる資料を制限している。
2001年、政府はNLD事務所の支部がビルマ全体に再開することを許可した。 しかし、それらは、そのような活動を禁止する政府のキャンペーンの一環として、2004年の初めに閉鎖または厳しく制限された。 2006年、多くのメンバーがタラマドゥ （軍）と連合連帯開発協会からの嫌がらせと圧力を理由にNLDを辞任した。
軍事政権は、2003年5月31日、ビルマ北部の部隊が軍と連帯していると報告された暴徒に襲撃された後、 アウンサンスーチーを自宅軟禁した。 政権は彼女の自宅軟禁を2005年11月下旬にさらに1年間延長した。 直接アピールにもかかわらず、 コフィー・アナンのタン・シュエからの圧力ASEAN、ビルマ政府は、アウンサンスーチーの家は、5月27日、2006年に別の年間逮捕拡張 彼女は2010年に解放された。
国連は、包括的な国内和解、民主主義の回復、人権の完全な尊重に向けて行動するよう国に要請した。2008年12月、国連総会はビルマの人権状況を非難し、8月にスーチーの解放を求める決議を可決した。 一方、中国やロシアのような国々は、体制に対する批判より経済協力を重視していた。
ますます国際的な孤立に直面したビルマの軍事政権は、2010年と2012年に選挙に抗議する複数の政党の許可と政治犯の釈放を含む改革プログラムに着手することに合意した。 しかし、ヒューマン・ライツ・ウォッチなどの団体は、カチン州などの国境地域で進行中の紛争で人権侵害が続いていると主張している。

### 新憲法
2008年5月10日、ミャンマーの陸軍起草憲法は、2段階の国民投票とサイクロンナルギスの第1フェーズで圧倒的に承認された。有権者の投票率が99％とされる2200万人の投票者の92.4％。1990年の選挙以来、初めての国民投票だった。 新しい憲章が国防省、内務省、国境省は軍に管轄権を与える事や国会の25％の議席を自動的に軍に与えるもので、 2010年の複数政党選挙は50年間の軍事支配を終わらせるとしているがNLDのスポークスマンニャンウィンは、とりわけ国民投票を批判した。「この国民投票は、国中の不正行為と詐欺でいっぱいだった。一部の村では、当局と投票所当局が投票用紙をチェックし、有権者に何もさせなかった」 。

### 2010年選挙
2010年に選挙が行われ、40の政党が選挙委員会の選挙に反対することを承認した。その一部は少数民族に関連している。前回の1990年の選挙で圧倒的に勝利したのにもかかわらず、権力を握ることを決して許されなかった国民民主連盟は、参加しないことを決めた。
軍が後援する連合連帯開発党は330議席のうち259議席を獲得し、勝利宣言をした。 国連と多くの西側諸国は選挙を不正であるとして非難したが、選挙を行う決定は中国とロシアから称賛された。

### 2012年の補欠選挙
2012年に行われた補欠選挙では、2011年12月13日の補欠選挙のために再登録された主要野党の国民民主連盟が、44議席のうち43議席46議席で勝利した。 重要なことは、国際的なオブザーバーは、政府が選挙監視にあまりにも多くの制限を置くために批判されたものの、選挙を監視するために招待された 誰のいくつかが拒否されたビザを。 
労働組合連帯開発党は、民主党全国党連盟も支持者を送っている間、投票不正、有権者の脅迫、および民主党全国連盟のメンバーと支持者が関与したとされるキャンペーンインシデントに関する連合選挙委員会への公式の苦情を提出すると述べた 改ざんされた投票用紙に関する委員会への公式の苦情。
しかし、 テイン・セイン大統領は補欠選挙が「非常に成功した方法で」行われたと述べ、多くの国がビルマとその軍事指導者に対する制裁を解除または緩和する意思を示した。

### 2015年選挙
2015年11月8日にミャンマー総選挙が行われた。 これらは1990年以来ミャンマーで行われた最初の公然と争われた選挙だった。 その結果、 国民民主連盟は国会の両院の議席の過半数を獲得し、その候補者が大統領になることを確実にした。一方、NLDのリーダーであるアウンサンスーチーは、憲法上、大統領から除外された 。
2015年の総選挙におけるアウンサンスーチーの国民民主連盟の圧倒的な勝利は、緊密に維持されていた軍事支配から自由民主主義体制への政治的移行の成功への期待を高めた。 この移行はミャンマーの将来を決定づけると広く信じられている。

## 行政機関
| 役職         | 氏名               | 政党           | 就任          |
| ------------ | ------------------ | -------------- | ------------- |
| 大統領       | ウィン・ミン       | 国民民主連盟   | 2018年3月30日 |
| 国家顧問     | アウンサンスーチー | 国民民主連盟   | 2016年4月6日  |
| 第一副大統領 | ミン・スエ         | 連邦団結発展党 | 2016年3月30日 |
| 第二副大統領 | ヘンリーバンティオ | 国民民主連盟   | 2016年3月30日 |

大統領は国家元首であり、 法務長官であり、ミャンマー内閣を監督している。現在、ミャンマーの州参事官が 事実上の政府の長である。
一方、タタマドー国防軍の最高司令官は、すべての立法議会でメンバーの25％を任命する権利を有している。つまり、タトマドーからのサポートなしでは、立法は超大多数であることはできず、民主的に選出されたメンバーが2008年憲法を改正することを防ぐことができます。ミャンマーの。彼はまた、直接での閣僚任命することができます。防衛省（ミャンマー）ターンコントロールでミャンマー国軍とミャンマー経済社、ミャンマーで最大の経済的な企業であるボーダー総務省（ミャンマー）その制御境界国の情勢や省内務（ミャンマー）は、ミャンマーの警察力と国全体の行政を統括している。

### ウィン・ミント政権のミャンマー内閣のメンバー
Template:Win Myint Cabinet

## 立法府

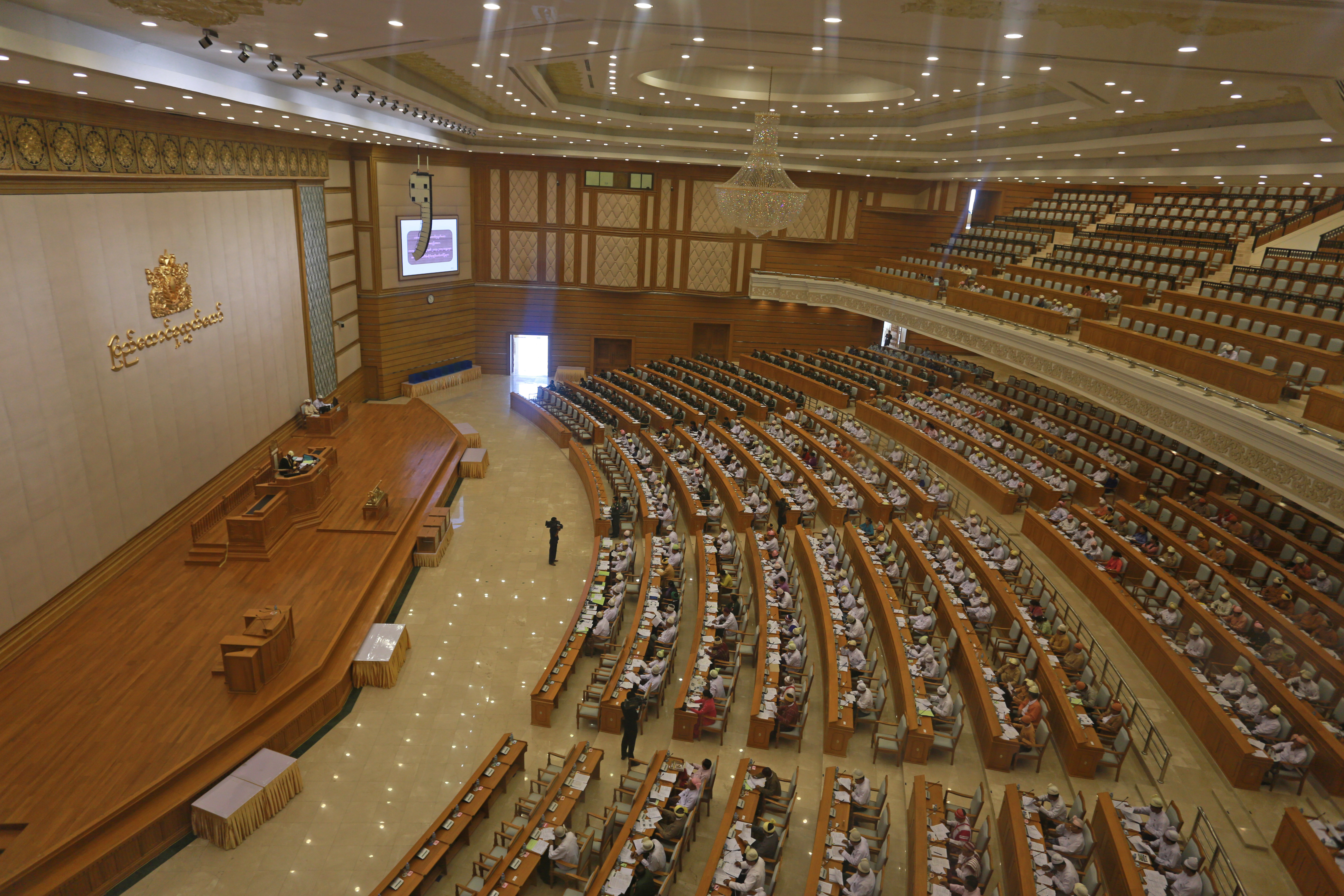
連邦議会 。

2008の下で憲法連合の立法権が共有されるピダウンスフルタウ 、 州および地方フルタウズ 。  ピダウンスフルタウは、タウンシップと人口に基づいて選出された人民会議（ ピトゥ・フルタウ ）と、州および州から選出された同数の議員を擁する国民議会（ アミヨータ・フルタウ ）で構成されている。  人民会議は440人の代表で構成されており、110人は国防サービスの司令官によって指名された軍人である。  国籍の家は224人の代表者で構成され、56人は国防軍の最高司令官によって指名された軍人である。 

## 司法制度
ビルマの司法制度は限られている。植民地時代の法律や法制度はそのまま残っているが、公正な公的裁判の保証はない。 司法府は行政府から独立していない。ビルマは強制的な国際司法裁判所の管轄権を受け入れない。最高裁判所の最高裁長官はタン・タンウーであり、司法長官はチューン・チューン・オオである。

### ワレル・ダマタット
ウェアル・ダマタットまたはマヌー・ダマタット（ မနုဓမ္မသတ်  ）はビルマで最も初期の法律書である。 これは、古代インドの賢者マヌに帰する法律で構成され、ヒンズー教の入植者によってビルマに持ち込まれた。 コレクションはワレルの指揮下で、彼の王国の修道院に保存されていた初期のモン学者の著作からの修道士によって作られた。(ワレルは1281年にマルタバンを占領し、下ビルマの支配者として中国の認識を得て、1539年まで続いた王国を設立した。 マルタバンは最初の首都であり、1369年までそのままだった。 それはテナセリムまで南方に伸びていた。） 

### ダマゼディ・ピアトン
モン王ダマゼディ（1472–92）は、ワレル族のモン支配者の中で最も偉大だった。 彼は知恵で有名で、彼の裁定のコレクションはカリャニ石碑文に記録され、ダンマゼディピアトンとして知られていた。 

## 行政区分
ビルマは7つの地域（以前は「分割」と呼ばれていた）と7つの州（ pyi-nè ）に分かれており、民族構成によって分類されている。 7つの地域は、 エーヤワディ 地域 、 バゴー地区 、 マグウェイ地区 、 マンダレー地区 、 サガイン地区 、 タニンダーリ地区 、 ヤンゴン地区である。 7つの州とは、 チン州 、 カチン州 、 カイン州 、 カヤー州 、 モン州 、 ラカイン州 、 シャン州である。 また、5つの自己管理ゾーンと「適切な人口を持つ民族レースのための」自己管理部門もある。
サゲイン地域内
- ナガ（レシ、ラエ、ナムユンの各郷）

シャン州内
- パラウン（ナムシャンとマントンの町）
- コカン（コンヤンとラウカイの郷）
- パオ（ホポン、ヒシェン、ピンロンタウンシップ）、
- ダヌ（イワンガンとピンダヤの町）、
- ワ自己管理部門（ホパン、モンマオ、パンワイ、パンサン、ナファン、メットマンタウンシップ）

## 国際機関の参加
AsDB 、 ASEAN 、CCC、CP、ESCAP、FAO、G-77、 IAEA 、IBRD、ICAO、ICRM、IDA、IFAD、IFC、IFRCS、 IMF 、IMO、Intelsat（非署名ユーザー）、 Interpol 、 IOC 、ITU、NAM、 OPCW、 UN 、UNCTAD、 UNDP 、 UNESCO 、UNIDO、UPU、 WHO 、WMO、WToO、 WTrO 、GJC。